# Глухів Перший
Глу́хів Перший (до 1946 року — Глухів) — село в Україні, у Радомишльській міській територіальній громаді Житомирського району Житомирської області. Чисельність населення становить 229 осіб (2001). До 1961 року — хутір.

## Населення
Наприкінці 19 століття в поселенні проживало 19 осіб, з них 11 чоловіків та 8 жінок, дворів — 4.
Відповідно до результатів перепису населення СРСР, кількість населення станом на 12 січня 1989 року становила 238 осіб. Станом на 5 грудня 2001 року, відповідно до перепису населення України, кількість мешканців села становила 229 осіб.

## Історія
Наприкінці 19 століття — хутір Кичкирівської волості Радомисльського повіту Київської губернії. Відстань до повітового центру, м. Радомисль, де знаходилися також найближчі поштово-телеграфна та поштова (земська) станції — 7 верст, до найближчої залізничної станції Житомир — 47 верст, до найближчої пароплавної станції у Києві — 89 верст. Основним заняттям мешканців було хліборобство. Землі 534 десятин, власність Наталії Фроленко. Господарство вела поміщиця, застосовувала трипільну сівозміну.
У 1923 році включений до складу новоствореної Верлооківської (згодом — Верлоцька) сільської ради, яка 7 березня 1923 року увійшла до складу новоутвореного Радомишльського району Малинської округи. У 1946 році перейменований на Глухів Перший. 2 вересня 1954 року, відповідно до рішення Житомирського облвиконкому № 1087 «Про перечислення населених пунктів в межах районів Житомирської області», хутір підпорядкований Радомишльській міській раді Радомишльського району Житомирської області. 1 березня 1961 року віднесений до категорії сіл. 30 грудня 1962 року, в складі міської ради, передане до Малинського району, 4 січня 1965 року повернуте до складу відновленого Радомишльського району.
16 травня 2017 року село увійшло до складу Радомишльської міської територіальної громади Радомишльського району Житомирської області. Від 19 липня 2020 року, разом з громадою, в складі новоутвореного Житомирського району Житомирської області.